# 三藩市聯合校區

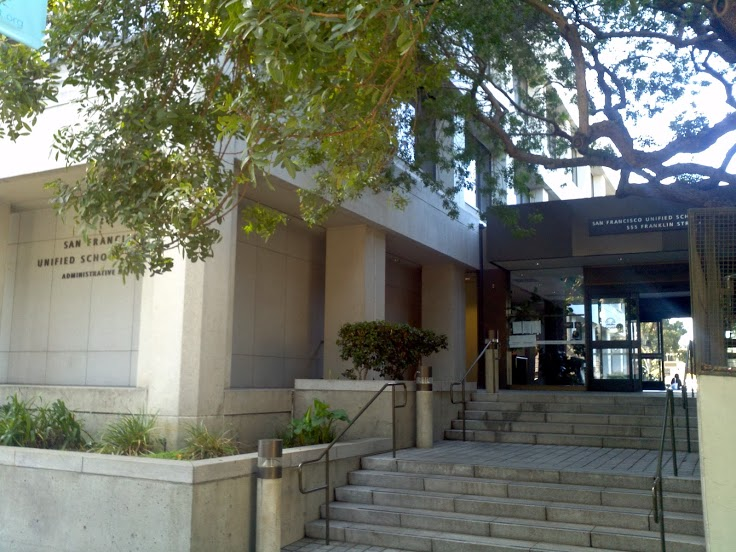
三藩市聯合校區總部

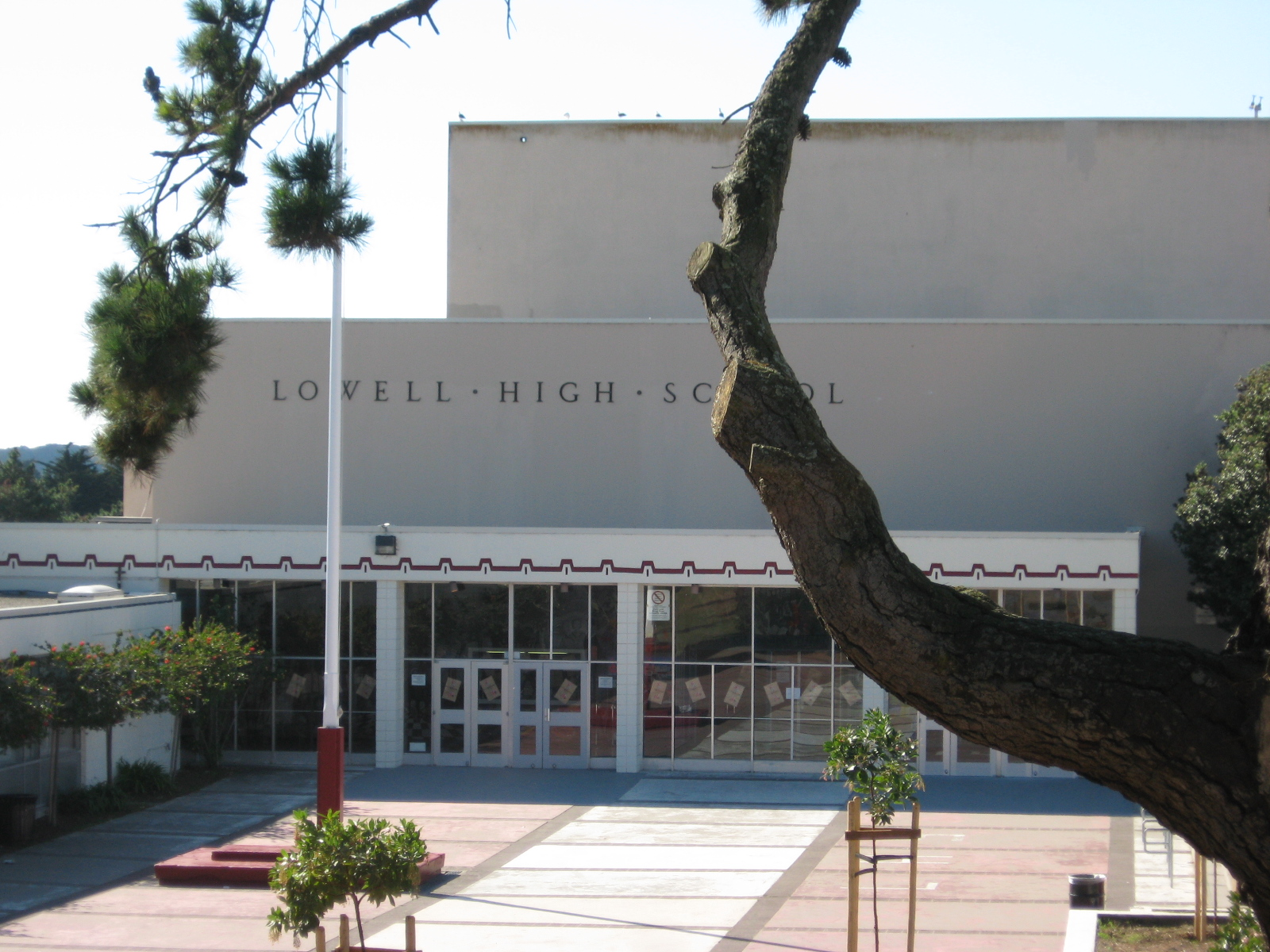
洛威尔高中

三藩市聯合校區(San Francisco Unified School District, SFUSD)是旧金山的学区, 总部在旧金山。 SFUSD有多于250,000名学生。 因为旧金山是城市和县, 所以SFUSD是"single district county"。